# Samuel Hearne
Samuel Hearne (1745–1792) byl britský cestovatel a spisovatel. Od jedenácti let sloužil u Royal Navy pod admirálem Samuelem Hoodem, zúčastnil se sedmileté války. Od roku 1766 pracoval pro Společnost Hudsonova zálivu, která ho vyslala objevit místo, odkud domorodci z pobřeží zálivu berou měď na své nástroje. V letech 1769 až 1772 podnikl Hearne s indiánskými průvodci na lyžích a člunech tři výzkumné cesty do vnitrozemí severní Kanady a jako první Evropan dokázal proniknout podél řeky Coppermine na pobřeží Korunovačního zálivu. V roce 1774 založil Cumberland House jako první stálou osadu na území Saskatchewanu, později byl guvernérem pevnosti Fort Prince of Wales. Roku 1787 se vrátil do Anglie a napsal o svých dobrodružstvích knihu (vyšla v češtině pod názvem Cesta z Fort Prince of Wales k Severnímu ledovému oceánu), která je prvním důkladným popisem kraje ležícího na západ od Hudsonova zálivu.